# Sydney Wooderson
Sydney Wooderson   (Camberwell, 30 d'agost de 1914 - Dorset, 21 de desembre de 2006) va ser un atleta anglès, especialista en les curses de mig fons i de fons, que va competir durant les dècades de 1930 i 1940.
Nascut a Camberwell, Londres, va estudiar a la Sutton Valence School, Kent. Amb 18 anys fou el primer sub-19 britànic en baixar dels quatre minuts i mig a la milla. Va guanyar el títol britànic d'aquesta distància entre 1935 i 1939. El 1934 va guanyar la medalla de plata de la milla als Jocs de l'Imperi Britànic.
El 1936 va prendre part en els Jocs Olímpics de Berlín, on quedà eliminat en sèries en la cursa dels 1.500 metres del programa d'atletisme. El 1938 guanyà una medalla d'or en els 1.500 metres del Campionat d'Europa d'atletisme que es va disputar a París.
La seva escassa visió el va alliberar del servei actiu durant la Segona Guerra Mundial. Es va incorporar al Royal Pioneer Corps i va ser bomber durant the Blitz i més tard operador de radar.
En tornar de la guerra, el 1945, va córrer la seva milla més ràpida amb un temps de 4' 04.2". Als Campionats d'Europa d'Oslo de 1946, va guanyar la medalla d'or en els 5.000 metres i el 1948 guanyà el títol nacional de les tres milles. Inicialment fou escollit per encendre la flama olímpica a l'estadi de Wembley als Jocs Olímpics d'Estiu de 1948, tot i que a darrera hora fou substituït per John Mark, més alt i "maco" que Wooderson. Durant la seva carrera va millorar el rècord del món dels 800 metres (1938) i la milla (1937).
El 2000 va ser guardonat amb a membre de l'Orde de l'Imperi Britànic. Va morir el dijous 21 de desembre de 2006 a Wareham, Dorset.

## Millors marques
- 800 metres. 1' 48.4" (1938)
- 1.500 metres. 3' 48.4" (1938)
- Milla. 4' 04.2" (1945)
- 5.000 metres. 14' 08.6" (1946)[2][4]